# Rio Comadugu Gana
Comadugu Gana (Komadugu Gana) ou Missau (Misau) é um rio da bacia do Chade no nordeste da Nigéria que se une ao rio Iobe em Damasaque, na área de Mobar, em Bornu. Ele segue para o norte em Bauchi.
Em 1987, enquanto se escavava próximo ao rio, foi descoberta a chamada canoa de Dufuna, com data aproximada de 6 000 anos. Segundo relatório de 2001 feito pela União Internacional à Conservação da Natureza, a água que flui do rio não mais alcança Iobe.